# Селігерія
Селігерія (Seligeria) — рід мохів. У списку рослин 38 унікальних видів селігерії.

## Розповсюдження
Селігерію можна зустріти в Європі, Північній Америці, Новій Зеландії та Тасманії. Більшість видів Seligeria поширені в Північній півкулі, але Seligeria cardotti і Seligeria diminuta є вихідцями з Південної півкулі.